# Rue Tongji (métro de Foshan)
La Rue Tongji (chinois simplifié : 同济路 ; chinois traditionnel : 同濟路 ; pinyin : tóngjì lù; anglais : Tongji Lu) est une station de passage sur la ligne Guangfo du métro de Foshan. Elle se situe dans le district de Chancheng, la ville de Foshan, la province de Guangdong, en Chine.

## Situation sur le réseau
Établie en souterrain, la station Rue Tongji se situe entre Parc Jihua, en direction du Nouveau centre-ville de l’est, et le Temple ancestral, en direction de Lijiao (zh).

## Histoire
Le 28 et le 29 octobre 2010, la station ainsi que la 1re phase de la ligne Guangfo effectuait un essai, pendant quel les passagers voyageaient gratuitement. Le 3 novembre, la station est mis en service formellement.

## Services aux voyageurs

### Desserte
La station dispose un seul quai central, encadré par deux voies.

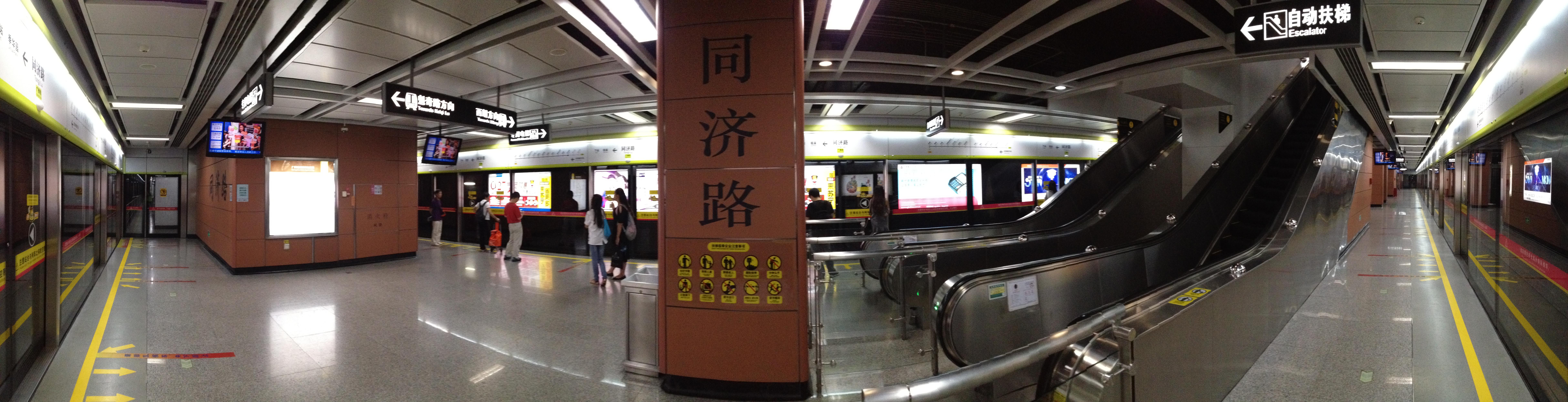
Vue panoramique du quai, en 2014.

### Accès et accueil
La station dispose trois bouches:
|        |                                        |                                                                         |
| Sortie | Accessibilité                          | Destinations les plus proches                                           |
| A      | Escalier mécanique                     | Fédération des syndicats de Foshan École élem. Tongji Centre commercial |
| B      | Surface podotactile Escalier mécanique | Théâtre Jinma Parc de loisirs de Foshan Centre culturel de Chancheng    |
| D      | Surface podotactile                    | Commission scolaire de Foshan Clinique dentaire                         |